# UFO: A Day in the Life
UFO: A Day in the Life is een avontuur/puzzel computerspel, ontwikkeld door Love-de-Lic en uitgegeven door ASCII Entertainment.

## Gameplay
UFO: A Day in the Life laat de speler de rol aannemen van een buitenaards wezen dat moet proberen 50 andere aliens te redden, die zijn gestrand op Aarde. De speler moet zich door gebieden bewegen waar mensen en dieren wonen, zonder dat hij kan zien waar de alien die hij probeert te redden zich bevindt. Daarom moet de speler een speciaal apparaat genaamd "COSMIC" gebruiken. Dit is een soort camera, die kan worden gebruikt om de aliens zichtbaar te maken. Als er een bepaald aantal foto's gemaakt is moet de speler terugkeren naar zijn schip om deze te ontwikkelen. Dit kan de speler doen door de negatieven af te geven bij een gigantisch zwevend hoofd met de naam "Mother." Hoe meer aliens de speler redt, des te meer gebieden speelt hij vrij. Het wordt daarmee ook mogelijk om op andere tijden van de dag te zoeken.

## Ontwikkeling
UFO: A Day in the Life werd voornamelijk ontworpen door Taro Kudo. Het spel werd aangekondigd op de Tokyo Game Show in 1999. De muziek van het spel, gecomponeerd door Hirofumi Taniguchi, werd door Sunday Records uitgegeven op cd als UFO: A Day in the Life Original Sound Tracks.